# 米易県
米易県（べいえき-けん）は中華人民共和国四川省攀枝花市に位置する県。長江支流の大河・雅礱江に安寧河が合流している。

## 行政区画
7鎮、4民族郷を管轄する。
- 鎮:攀蓮鎮、丙谷鎮、得石鎮、撒蓮鎮、白馬鎮、普威鎮、草場鎮
- 民族郷:湾丘イ族郷、白坡イ族郷、麻隴イ族郷、新山リス族郷

## 交通

### 鉄道
- 中国鉄路総公司
  - 中国鉄路成都局集団公司
    - 成昆線

（成都方面）- 彎坵駅 - 青杠駅 - 沙壩駅 - 米易駅 - 丙谷駅 - 埡口駅 -棗子林駅 -（昆明方面）

### 道路
- 高速道路
  - 京昆高速道路

## 健康・医療・衛生
- 米易県人民医院